# Dobřenice
Dobřenice är en ort i Tjeckien. Den ligger i den centrala delen av landet, 90 km öster om huvudstaden Prag. Dobřenice ligger 266 meter över havet och antalet invånare är 578.
Terrängen runt Dobřenice är huvudsakligen platt. Dobřenice ligger uppe på en höjd.Runt Dobřenice är det ganska tätbefolkat, med 111 invånare per kvadratkilometer. Närmaste större samhälle är Hradec Králové, 15,3 km nordost om Dobřenice. Omgivningarna runt Dobřenice är en mosaik av jordbruksmark och naturlig växtlighet.